# Двенадцатимильный круг
Двенадцатими́льный круг (англ. The Twelve-Mile Circle) — традиционное название линии, формирующей бо́льшую часть границы между американскими штатами Пенсильвания и Делавэр и являющийся, говоря точнее, совокупностью нескольких дуг окружности.

## История
В 1750 году центр окружности был зафиксирован на куполе здания суда в Ньюкасле. Окружность продолжается по водной поверхности реки Делавэр. Небольшой фрагмент Двенадцатимильного круга, известный как «Arc Line», является частью Линии Мэйсона-Диксона, которая отделяет Делавэр от Мэриленда. Двенадцатимильный круг является внутренней территориальной границей Соединённых Штатов, которая является настоящей дугой окружности, а не набором прямых отрезков (за исключением границ, проведённых вдоль линии широты, как большая часть канадско-американской границы, которые в общем смысле также являются окружностями с центром на Северном полюсе).
Своим существованием Двенадцатимильный круг обязан документу, который Вильям Пенн получил от герцога Йоркского (будущего короля Англии Якова II) 24 августа 1682 года, и который подарил Пенну «весь город Ньюкасл, называемый также Делавэр, и все участки земли в границах двенадцатимильного круга вокруг этого места и до реки Делавэр в Америке и все острова на той самой реке Делавэр и саму вышеуказанную реку с её руслом, которые лежат на север от южной части вышеуказанного круга вокруг вышеуказанного города».
Тот факт, что круг продолжается по зеркалу реки Делавэр, привёл к необычному территориальному распределению, своеобразной географической особенности. Большинство территориальных границ, которые проходят по водотокам, проводятся или вдоль серединной линии (метод Грота), или, чаще, вдоль тальвега (срединной линии главного течения). Однако в границах Двенадцатимильного круга всё русло реки Делавэр до отметки самого низкого прилива являются, согласно с текстом документа, территорией штата Делавэр, тогда как восточный берег принадлежит штату Нью-Джерси.
Нью-Джерси много раз пытался оспорить этот документ, ведь остальные границы по реке Делавэр установлена традиционным методом (вдоль тальвега). Территориальный спор рассматривался Верховным судом Соединённых Штатов в 1934 и 1935 годах. Решение суда в 1934 году содержит широкий экскурс в историю претензий двух штатов на эту территорию, а решение 1935 года запретило штатам Нью-Джерси и Делавэр поднимать вопрос про юрисдикцию над этой территорией в будущем.
Несмотря на предостережение суда против дальнейших исков по этому вопросу, он снова был вынесен на рассмотрение в ноябре 2005 года, когда принятие штатом Нью-Джерси проекта строительства на своей стороне реки Делавэр терминала транспортирования жидкого газа вошло в противоречие с законом штата Делавэр про прибрежную зону. 23 августа 2006 года суд назначил специального эксперта для изучения территориального спора; скорее всего, судебное дело затянется на много лет. Тем временем Палата представителей штата Делавэр рассматривала возможность принятия символического постановления с приказом Национальной гвардии защитить интересы штата, а законодатели Нью-Джерси выступили с полусерьёзными комментариями по поводу линкора-музея «Нью-Джерси», пришвартованного неподалёку от места проектируемого терминала.

## Межевание круга
Существуют слухи о том, что геодезическими измерениями на Двенадцатимильном круге занимался Дэвид Риттенхаус, знаменитый пенсильванский астроном и механик, однако скорее всего это не так. Впервые Круг был измерен землемерами Тейлором и Пирсоном в 1701 году. Вильям Бартон в книге «Воспоминания о жизни Дэвида Риттенхауса» (1813) допускает, что Риттенхаус мог участвовать в таких измерениях в 1763 году на основании одного из писем астронома, в котором он упоминает деньги, полученные «за мой визит к Ньюкаслу». Однако нет никаких указаний насчёт того, за что именно Риттенхаус получил плату. Его биограф Брук Хиндл считает, что Риттенхаус мог помогать с расчётами широты и долготы.